# Список заслуженных мастеров спорта СССР (велосипедный спорт)
Список неполон, поскольку полных данных в открытых источниках нет.
| 1938 год |                                   |            |                         |           |                    |     |
| 1        | Куприянов Алексей Андреевич       | ??.11.1938 | 19.02.1908 — 19.06.1990 | Москва    | «Динамо»           |     |
| 2        | Рыбальченко Михаил Иванович       | ??.11.1938 | ??.??.1910 — ??.??.1994 |           |                    |     |
| 1939 год |                                   |            |                         |           |                    |     |
| 1        | Козлов Григорий И.                | ??.07.1939 |                         | Москва    | «Локомотив»        |     |
| 2        | Миронов Павел Дмитриевич          | ??.07.1939 | ??.??.1903 — ??.??.1984 | Москва    | «Спартак»          |     |
| 3        | Фёдоров-Лебедев Алексей Федорович | ??.07.1939 | ??.??.1884 — ??.??.???? | Москва    | «Спартак»          |     |
| 1943 год |                                   |            |                         |           |                    |     |
| 1        | Борисов Фёдор Васильевич          | 23.02.1943 |                         |           |                    |     |
| 2        | Галкина Полина Константиновна     | 23.02.1943 | ??.??.1899 — ??.??.1957 |           |                    |     |
| 1946 год |                                   |            |                         |           |                    |     |
| 1        | Черношварц Эдуард Борисович       | ??.??.1946 | 18.08.1907 — ??.??.1946 |           |                    |     |
| 2        | Соловьёв Дмитрий Александрович    | 23.07.1946 | 04.10.1903 — ??.??.1972 | Тула      | «Спартак»          |     |
| 3        | Тарачков Фёдор Константинович     | 23.07.1946 | ??.??.1912 — 31.12.1961 | Москва    | «Динамо»           | 326 |
| 4        | Станишевский Григорий Павлович    | 23.07.1946 | ??.??.1895 — 03.11.1974 | Москва    | «Трудовые резервы» |     |
| 5        | Ларионова Валентина Фёдоровна     | 23.07.1946 | 14.11.1908 — ??.??.1986 | Москва    | «Динамо»           |     |
| 1947 год |                                   |            |                         |           |                    |     |
| 1        | Крючков Фёдор Данилович           | ??.??.1947 | ??.??.1899 —            |           |                    |     |
| 2        | Логунов Алексей Алексеевич        | ??.07.1947 | ??.??.1918              | Москва    | «Спартак»          |     |
| 3        | Вашкевич Г. М.                    | ??.07.1947 |                         | Москва    | Охотничье общество |     |
| 4        | Кондрашков Алексей Иванович       | ??.08.1947 | 05.10.1912 — ??.??.???? | Москва    | ЦДКА               |     |
| 5        | Большаков Борис Алексеевич        | ??.10.1947 | 26.09.1910 — 27.08.1950 | Минск     | «Динамо»           |     |
| 6        | Зубкова Антонина Васильевна       | ??.11.1947 |                         | Ленинград | Дом офицера        |     |
| 7        | Лепетов Илья Николаевич           | ??.12.1947 | 02.08.1886 — 04.09.1971 | Ногинск   | «Динамо»           |     |
| 1948 год |                                   |            |                         |           |                    |     |
| 1        | Пушкин Михаил Петрович            | ??.04.1948 | ??.??.1914 — 10.07.1950 | Тула      | «Буревестник»      |     |
| 2        | Батаен Вениамин Леонтьевич        | ??.07.1948 |                         | Москва    | «Спартак»          |     |
| 3        | Рутковская Людмила Викторовна     | ??.07.1948 |                         | Москва    | «Динамо»           |     |
| 1950 год |                                   |            |                         |           |                    |     |
| 1        | Джарцанс Альберт Петрович         | ??.07.1950 |                         | Рига      | «Динамо»           |     |
| 2        | Ласси Алма Андреевна              | ??.07.1950 | ??.??.1912 — ??.??.1977 | Рига      | «Спартак»          |     |
| 1951 год |                                   |            |                         |           |                    |     |
| 1        | Ипполитов Игорь Васильевич        | ??.05.1951 |                         |           |                    |     |
| 2        | Дьяконова Зоя Петровна            | ??.05.1951 | ??.??.1916 — ??.??.???? |           |                    |     |
| 3        | Котикова В. Н.                    | ??.06.1951 |                         | Москва    | «Буревестник»      |     |
| 4        | Дьяков Михаил Иванович            | ??.??.1951 | 29.12.1872 — ??.??.1959 |           |                    |     |
| 1952 год |                                   |            |                         |           |                    |     |
| 1        | Большакова Зоя Францевна          | ??.??.1952 |                         |           |                    |     |
| 1953 год |                                   |            |                         |           |                    |     |
| 1        | Шелешнев Леонид Михайлович        | ??.08.1953 |                         |           |                    |     |
| 1956 год |                                   |            |                         |           |                    |     |
| 1        | Вершинин Виктор Григорьевич       | ??.05.1956 |                         |           |                    |     |
| 2        | Колумбет Николай Фёдорович        | ??.05.1956 |                         |           |                    |     |
| 3        | Клевцов Евгений Петрович          | ??.05.1956 |                         |           |                    |     |
| 4        | Чижиков Родислав Матвеевич        | ??.05.1956 |                         |           |                    |     |
| 5        | Востряков Павел Иванович          | ??.05.1956 | ??.??.1930 — ??.??.1986 |           |                    |     |
| 6        | Крючков Владимир                  | ??.05.1956 | ??.??.1929              |           |                    |     |
| 7        | Вершинин Сергей Григорьевич       | ??.05.1956 | ??.??.1917 — ??.??.1971 |           |                    |     |
| 1958 год |                                   |            |                         |           |                    |     |
| 1        | Кочетова Любовь Кузьминична       | ??.??.1958 |                         |           |                    |     |
| 1959 год |                                   |            |                         |           |                    |     |
| 1        | Капитонов Виктор Арсеньевич       | ??.11.1959 |                         | Москва    | ЦСК МО             |     |
| 1960 год |                                   |            |                         |           |                    |     |
| 1        | Варгашкин Ростислав Евгеньевич    | ??.12.1960 |                         | Москва    | ЦСКА               |     |
| 2        | Ермолаева Галина Николаевна       | ??.12.1960 |                         | Москва    | ЦСКА               |     |
| 1961 год |                                   |            |                         |           |                    |     |
| 1        | Мелихов Юрий Афанасьевич          | ??.05.1961 |                         | Ленинград | СКА                |     |
| 2        | Сайдхужин Гайнан Рахматович       | ??.05.1961 |                         | Челябинск | «Труд»             |     |
| 3        | Черепович Анатолий Леонтьевич     | ??.05.1961 |                         | Москва    | ЦСКА               |     |
| 1962 год |                                   |            |                         |           |                    |     |
| 1        | Петров Алексей Степанович         | ??.05.1962 |                         |           |                    |     |
| 2        | Москвин Станислав Васильевич      | ??.05.1962 |                         |           |                    |     |

## 1963
- Бельгардт, Арнольд Артурович
- Максимова, Валентина Михайловна
- Терещенков, Сергей Семёнович

## 1964
- Кириченко, Ирина Ивановна

## 1965
- Бодниекс, Имант Джемсович
- Вуколов, Леонид Сергеевич
- Колюшев, Михаил Иванович
- Лебедев, Геннадий Фёдорович
- Пхакадзе, Омар Лонгизонович
- Сонк, Эмилия Язеповна

## 1967
- Лукшина, Мария Дмитриевна
- Пуронен, Айно Андреевна

## 1968
- Зайцев, Михаил Н.[35]

## 1969
- Багиянц, Алла Николаевна
- Быков, Виктор Николаевич
- Кузнецов, Владимир Михайлович
- Ободовская, Раиса Андреевна

## 1970
- Гаркушина, Тамара Павловна
- Конкина, Анна Фёдоровна
- Лацис, Дзинтар Янович
- Лихачев, Валерий Николаевич
- Микиртумов, Андрей Рубенович 1946
- Соколов, Владимир Михайлович
- Царёва, Галина Георгиевна
- Шухов, Борис Хабалович
- Ярды, Валерий Николаевич

## 1971
- Гусятников, Александр Михайлович
- Калнениекс, Ринголдс Валтерович 1944
- Нелюбин, Владислав Викторович
- Рапп, Эдуард Рейнгольдович
- Старков, Анатолий Ефремович

## 1972
| 1972 год |                              |            |              |                    |          |      |
| 1        | Василий Иванович Белоусов    | ??.06.1972 | 05.09.1945 — | Кишинёв            | СА       |      |
| 2        | Николай Фёдорович Горелов    | ??.06.1972 | 23.02.1948 — | Московская область | «Динамо» |      |
| 3        | Юрий Михайлович Дмитриев     | ??.06.1972 | ??.??.???? — | Москва             | «Труд»   |      |
| 4        | Игорь Александрович Москалёв | ??.06.1972 | 03.06.1950 — | Кишинёв            | СА       | 2025 |

- Комнатов, Геннадий Викторович
- Семенец, Владимир Иванович
- Целовальников, Игорь Васильевич

## 1975
- Задорожная, Любовь Васильевна
- Осокин, Владимир Юрьевич
- Пикуус, Ааво Николаевич
- Чаплыгин, Валерий Андреевич
- Юдин, Александр Юрьевич

## 1976
- Каминский, Владимир Владимирович
- Чуканов, Анатолий Алексеевич

## 1977
- Аверин, Александр Дмитриевич
- Заяц, Юрий Григорьевич

## 1978
- Морозов, Сергей Анатольевич 1951

## 1979
- Макаров, Николай Артамонович
- Сухорученков, Сергей Николаевич

## 1980
- Баринов, Юрий Викторович
- Каширин, Юрий Алексеевич
- Кибардина, Надежда Николаевна
- Краснов, Александр Геннадьевич
- Логвин, Олег Николаевич
- Манаков, Виктор Викторович
- Мовчан, Валерий Иванович
- Петраков, Виталий Александрович
- Шелпаков, Сергей Васильевич
- Яркин, Анатолий Николаевич

## 1981
- Ведерников, Андрей Георгиевич р. 1959[37]
- Загретдинов, Шахит Кашифович
- Копылов, Сергей Владимирович

## 1983
- Зиновьев, Александр Михайлович
- Куповец, Виктор Владимирович
- Чужда, Олег Петрович

## 1984
- Воронин, Сергей Анатольевич 21.02.…
- Демиденко, Виктор Георгиевич
- Угрюмов, Пётр Сергеевич
- Умарас, Гинтаутас Ионович
- Усламин, Сергей Алексеевич[фр.] р. 23.02.1963[38]
- Наволокин, Сергей Анатольевич

## 1985
- Жданов, Василий Иванович
- Климов, Виктор Викторович
- Сумников, Игорь Константинович

## 1986
- Екимов, Вячеслав Владимирович

## 1987
- Салумяэ, Эрика Акселевна
- Яковлева, Алла Александровна

## 1988
- Нелюбин, Дмитрий Владиславович
- Кириченко, Александр Александрович
- Каспутис, Артурас Антанович

## 1989
- Ганеев, Марат Саидович
- Сатыбалдиев, Марат Куанбаевич
- Кравченко, Вадим Владимирович
- Полякова, Тамара Эдуардовна

## 1990
- Берзин, Евгений Валентинович
- Батуро, Валерий 1970[39]
- Галкин, Олег Владимирович
- Гонченков, Александр Анатольевич
- Зотов, Руслан Вячеславович
- Марковниченко, Александр Николаевич
- Патенко, Игорь Геннадьевич

## 1991
- Ржаксинский, Виктор Альбертович
- Пильщикова, Тамара Никитична

## Год присвоения неизвестен

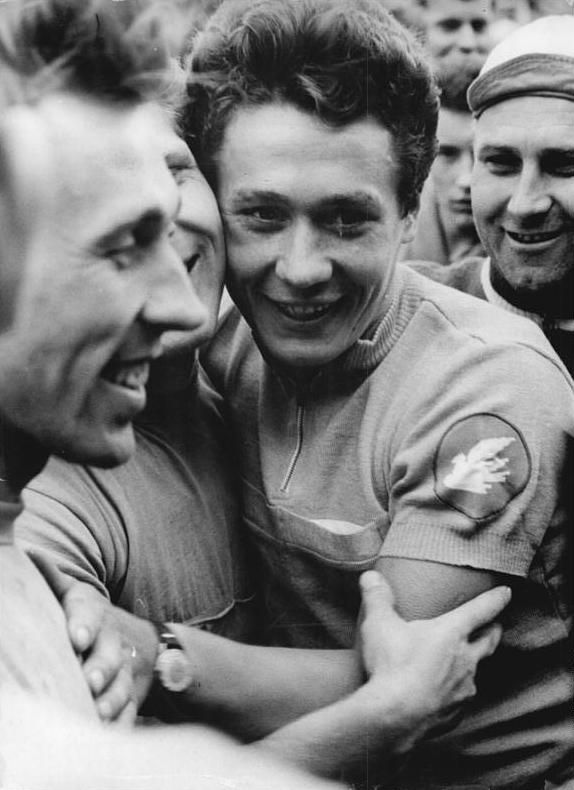
Виктор Капитонов (слева), Юрий Мелихов

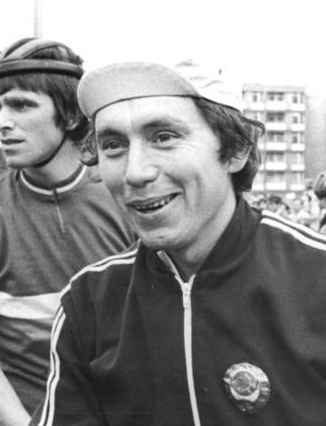
Гусятников, Александр Михайлович

- Бебенин, Борис Дмитриевич 08.01.1932-05.11.1994 ? 56, ? 58
- Васильев, Борис Алексеевич
- Голушко Владимир 1967[40]
- Гусейнов, Саид Муслимович
- Дадунашвили, Отар 21.03.1928-28.08.1992
- Колумбет, Леонид Фёдорович
- Леонов, Владимир Петрович
- Мартынов, Геннадий Михайлович
- Мищенко, Иван Васильевич 1960[41]
- Никитенко, Сергей Владимирович 12.03.1956
- Новикова, Тамара Григорьевна
- Проскурин, Николай Абрамович
- Савина, Валентина Сергеевна
- Храбцов, Константин Леонидович